# Mistrzostwa Europy Juniorów w Saneczkarstwie 2013
34. Mistrzostwa Europy juniorów w saneczkarstwie odbyły się w dniach 1–2 lutego 2013 w Oberhofie, w Niemczech. Zawodnicy rywalizowali w czterech konkurencjach: jedynkach kobiet, jedynkach mężczyzn, dwójkach mężczyzn i drużynie.

## Terminarz
| Data            | Miejscowość | Konkurencja      | Złoto                                                                | Srebro                                                                    | Brąz                                                                             |
| --------------- | ----------- | ---------------- | -------------------------------------------------------------------- | ------------------------------------------------------------------------- | -------------------------------------------------------------------------------- |
| 2 lutego 2013   | Oberhof     | Jedynki kobiet   | Natalie Burkhardt                                                    | Maria Naβ                                                                 | Saskia Langer                                                                    |
| 2 lutego 2013   | Oberhof     | Jedynki mężczyzn | Emanuel Rieder                                                       | Chris Eiβler                                                              | Georg Reumschüssel                                                               |
| 1 lutego 2013   | Oberhof     | Dwójki mężczyzn  | Niemcy Julius Löffler Florian Küchler                                | Niemcy Florian Löffler Manuel Stiebing                                    | Niemcy Tim Brendel Florian Funk                                                  |
| 1–2 lutego 2013 | Oberhof     | Drużynowe        | Niemcy Natalie Burkhardt Chris Eiβler Julius Löffler Florian Küchler | Włochy Sandra Robatscher Emanuel Rieder Florian Gruber Simon Kainzwaldner | Rosja Jekaterina Katnikowa Aleksander Gorbasewicz Jurij Kalinin Siergiej Bełajew |

## Wyniki

### Jedynki kobiet
- Data / Początek: Sobota 2 lutego 2013

| Medal | Zawodniczka           | Narodowość | 1. zjazd | 2. zjazd | Czas     | Strata |
| ----- | --------------------- | ---------- | -------- | -------- | -------- | ------ |
|       | Natalie Burkhardt     | Niemcy     | 42.385   | 42.391   | 1:24.776 | –      |
|       | Maria Naβ             | Niemcy     | 42.715   | 42.574   | 1:25.289 | +0.513 |
|       | Saskia Langer         | Niemcy     | 42.698   | 42.906   | 1:25.604 | +0.828 |
| 4.    | Jekatierina Katnikowa | Rosja      | 43.023   | 42.998   | 1:26.021 | +1.245 |
| 5.    | Sandra Robatscher     | Włochy     | 42.713   | 43.358   | 1:26.071 | +1.295 |
| 6.    | Ulla Zirne            | Łotwa      | 42.847   | 43.258   | 1:26.105 | +1.329 |
| 7.    | Andrea Vötter         | Włochy     | 43.125   | 42.992   | 1:26.117 | +1.341 |
| 8.    | Wiktoria Diemczenko   | Rosja      | 43.038   | 43.117   | 1:26.155 | +1.379 |
| 9.    | Lilia Burmistrowa     | Rosja      | 43.036   | 43.139   | 1:26.175 | +1.399 |
| 10.   | Maria Messner         | Włochy     | 43.142   | 43.454   | 1:26.596 | +1.820 |
| ...   | ...                   | ...        | ...      | ...      | ...      | ...    |
| 13.   | Natalia Wojtuściszyn  | Polska     | 42.819   | 44.355   | 1:27.174 | +2.398 |

### Jedynki mężczyzn
- Data / Początek: Sobota 2 lutego 2013

| Medal | Zawodnik                | Narodowość | 1. zjazd | 2. zjazd | Czas     | Strata |
| ----- | ----------------------- | ---------- | -------- | -------- | -------- | ------ |
|       | Emanuel Rieder          | Włochy     | 46.354   | 46.356   | 1:32.710 | –      |
|       | Chris Eiβler            | Niemcy     | 46.414   | 46.525   | 1:32.939 | +0.229 |
|       | Georg Reumschüssel      | Niemcy     | 46.368   | 46.684   | 1:33.052 | +0.342 |
| 4.    | Florian Berkes          | Niemcy     | 46.670   | 46.608   | 1:33.278 | +0.568 |
| 5.    | Kevin Fischnaller       | Włochy     | 46.778   | 46.709   | 1:33.487 | +0.777 |
| 6.    | Toni Gräfe              | Niemcy     | 46.888   | 46.820   | 1:33.708 | +0.998 |
| 7.    | Armin Frauscher         | Austria    | 46.996   | 47.006   | 1:34.002 | +1.292 |
| 8.    | Aleksander Gorbatsewicz | Rosja      | 47.007   | 47.110   | 1:34.117 | +1.407 |
| 9.    | Maksim Arawin           | Rosja      | 47.005   | 47.126   | 1:34.131 | +1.421 |
| 10.   | Artūrs Dārznieks        | Łotwa      | 46.998   | 47.192   | 1:34.190 | +1.480 |
| ...   | ...                     | ...        | ...      | ...      | ...      | ...    |
| 19.   | Patryk Roczniak         | Polska     | 48.419   | 48.640   | 1:37.059 | +4.349 |

### Dwójki mężczyzn
- Data / Początek: Piątek 1 lutego 2013

| Medal | Zawodnik                              | Narodowość | 1. zjazd | 2. zjazd | Czas     | Strata |
| ----- | ------------------------------------- | ---------- | -------- | -------- | -------- | ------ |
|       | Julius Löffler Florian Küchler        | Niemcy     | 39.809   | 39.780   | 1:19.589 | –      |
|       | Florian Löffler Manuel Stiebing       | Niemcy     | 39.825   | 39.766   | 1:19.591 | +0.002 |
|       | Tim Brendel Florian Funk              | Niemcy     | 39.840   | 39.861   | 1:19.701 | +0.112 |
| 4.    | Marián Zemanik Jozef Petrulak         | Słowacja   | 39.977   | 39.806   | 1:19.783 | +0.194 |
| 5.    | Yury Kalinin Sergey Belyaew           | Rosja      | 39.945   | 39.914   | 1:19.859 | +0.270 |
| 6.    | Stanisław Maltsew Oleg Faszhutdinow   | Rosja      | 40.029   | 40.116   | 1:20.145 | +0.556 |
| 7.    | Kristens Putins Imants Marcinkēvičs   | Łotwa      | 40.345   | 40.230   | 1:20.575 | +0.986 |
| 8.    | David Troyer Philip Knoll             | Austria    | 40.270   | 40.375   | 1:20.645 | +1.056 |
| 9.    | Rostisław Bednow Roman Osipenko       | Rosja      | 40.467   | 40.243   | 1:20.710 | +1.121 |
| 10.   | Wołodymyr Buryy Anatolii Lehedza      | Ukraina    | 40.799   | 40.953   | 1:21.752 | +2.163 |
| 11.   | Wojciech Chmielewski Mateusz Zakowicz | Polska     | 41.020   | 40.957   | 1:21.977 | +2.388 |

### Drużynowe
- Data / Początek: Sobota 2 lutego 2013

| Medal | Zawodnik                                                                   | Narodowość | Czas     | Strata |
| ----- | -------------------------------------------------------------------------- | ---------- | -------- | ------ |
|       | Natalie Burkhardt/Chris Eiβler/Julius Löffler/Florian Küchler              | Niemcy     | 1:58.655 | –      |
|       | Sandra Robatscher/Emanuel Rieder/Florian Gruber/Simon Kainzwaldner         | Włochy     | 1:59.023 | +0.368 |
|       | Jekaterina Katnikowa/Aleksander Gorbasewicz/Jurij Kalinin/Siergiej Bełajew | Rosja      | 1:59.274 | +0.619 |
| 4.    | Katarína Šimoňáková/Jakub Šimoňák/Marián Zemanik/Jozef Petrulak            | Słowacja   | 2:00.520 | +1.865 |
| 5.    | Nina Prock/Armin Frauscher/David Troyer/Philip Knoll                       | Austria    | 2:00.814 | +2.159 |
| 6.    | Ołena Szumowa/Anton Dukacz/Wołodymyr Buryy/Anatolii Lehedza                | Ukraina    | 2:00.857 | +2.202 |
| 7.    | Andra Constantin/Daniel Popa/Cosmin Atodiresei/Ștefan Musei                | Rumunia    | 2:03.036 | +4.381 |
| 8.    | Ulla Zirne/Artūrs Dārznieks/Kristens Putins/Imants Marcinkēvičs            | Łotwa      | 2:03.250 | +4.595 |
| 9.    | Natalia Wojtuściszyn/Patryk Roczniak/Wojciech Chmielewski/Mateusz Zakowicz | Polska     | 2:06.261 | +7.606 |

## Klasyfikacja medalowa
| Miejsce | Państwo |   |   |   | Razem |
| ------- | ------- | - | - | - | ----- |
| 1.      | Niemcy  | 3 | 3 | 3 | 9     |
| 2.      | Włochy  | 1 | 1 | 0 | 2     |
| 3.      | Rosja   | 0 | 0 | 1 | 1     |